# Медівник новоірландський
Медівни́к новоірландський (Philemon eichhorni) — вид горобцеподібних птахів родини медолюбових (Meliphagidae). Ендемік Папуа Нової Гвінеї.

## Поширення і екологія
Новоірландські медівники є ендеміками острова Нова Ірландія. Вони живуть в гірських і рівнинних вологих тропічних лісах.